# Pirámide escalonada
Una pirámide escalonada es una estructura arquitectónica construida mediante plataformas decrecientes superpuestas retranqueadas, a manera de gradas o escalones, para conseguir una forma similar a una pirámide. 
Las pirámides escalonadas son edificaciones que han caracterizado varias culturas en diversas ubicaciones y épocas diferentes. Estas pirámides suelen ser monumentales. El término designa a pirámides de un diseño similar que surgieron de manera independiente entre sí, ya que no hay conexiones establecidas entre las diferentes civilizaciones que las construyeron.

## Mesopotamia

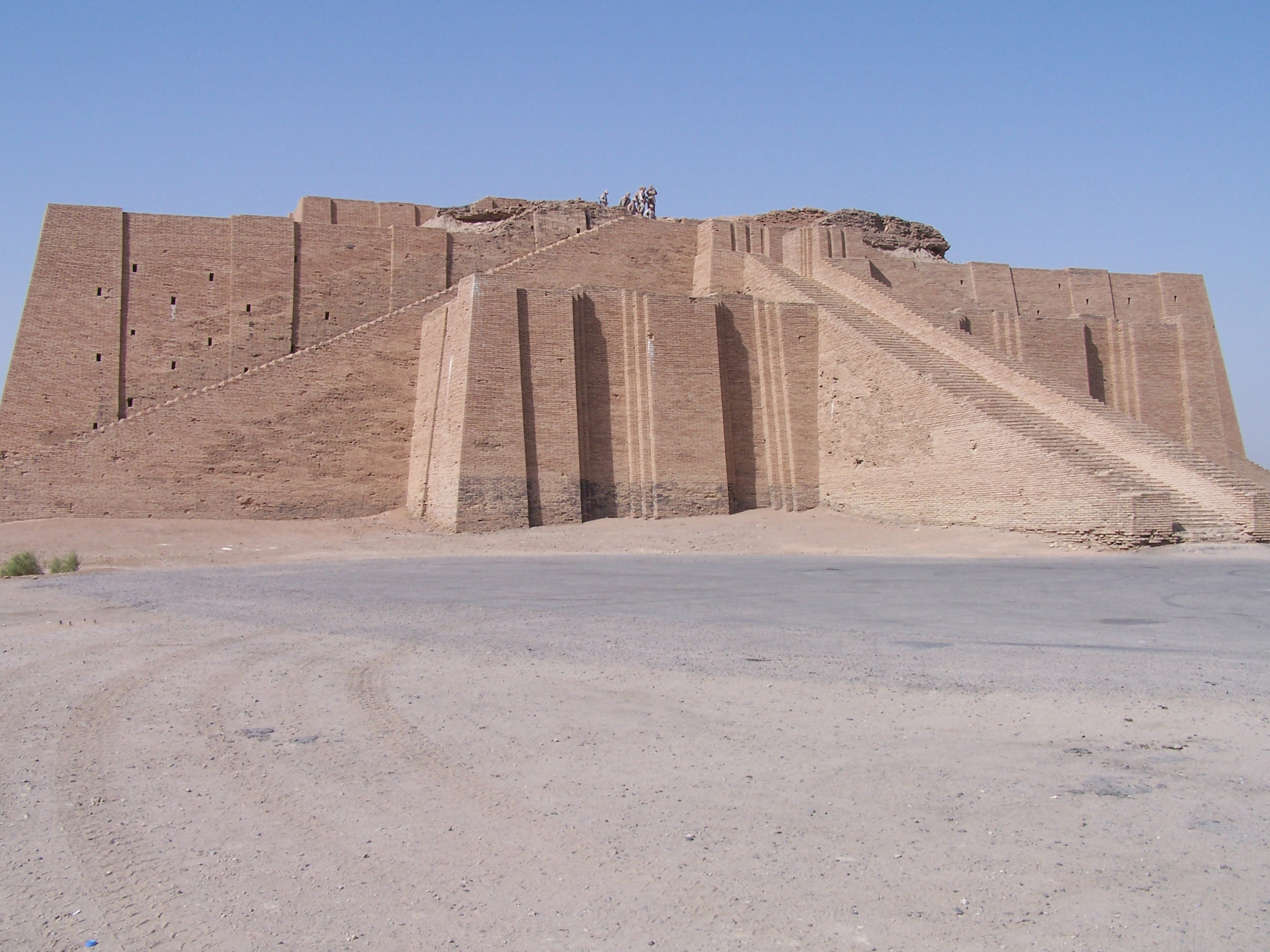
El Gran Zigurat de Ur, en el sur de Irak, que tiene 4100 años de antigüedad.

Los zigurats fueron grandes monumentos religiosos con forma de pirámide escalonada de varios niveles construidos en el antiguo valle de Mesopotamia y el oeste de la meseta iraní. Hay 32 zigurats conocidos en Mesopotamia y sus alrededores. Veintiocho de ellos están en Irak, y cuatro en Irán. Algunos de los zigurats más importantes son el Zigurat de Ur cerca de Nasiriyah, Irak, el Zigurat de Aqar Quf cerca de Bagdad, Irak, Chogha Zanbil en Juzestán, Irán, y Tappeh Sialk cerca de Kashan, Irán. Las civilizaciones sumeria, babilonia, elamita y asiria construyeron zigurats como monumentos religiosos. Los probables predecesores del zigurat son los templos apoyados en plataformas elevadas o aterrazadas que datan del período de El Obeid en el cuarto milenio a. C., los últimos de los cuales datan del siglo IV a. C. Los primeros zigurats datan probablemente de la última parte del Período Dinástico Arcaico. El zigurat era una estructura piramidal construida en niveles que se retranqueaban sobre una plataforma rectangular, ovalada o cuadrada. El núcleo del zigurat se componía de ladrillos cocidos al sol y el exterior de ladrillos de barro. El revestimiento se acristalaba a menudo en diferentes colores y podía tener un significado astrológico. En ocasiones, se grababan los nombres de los reyes en estos ladrillos. El número de niveles variaba entre dos y siete, con un santuario o templo en su cima. Se accedía a este santuario mediante una serie de rampas en un lado del zigurat o mediante una rampa en espiral desde la base. También se llamaba Colina del Cielo o Montaña de los Dioses.

## Antiguo Egipto

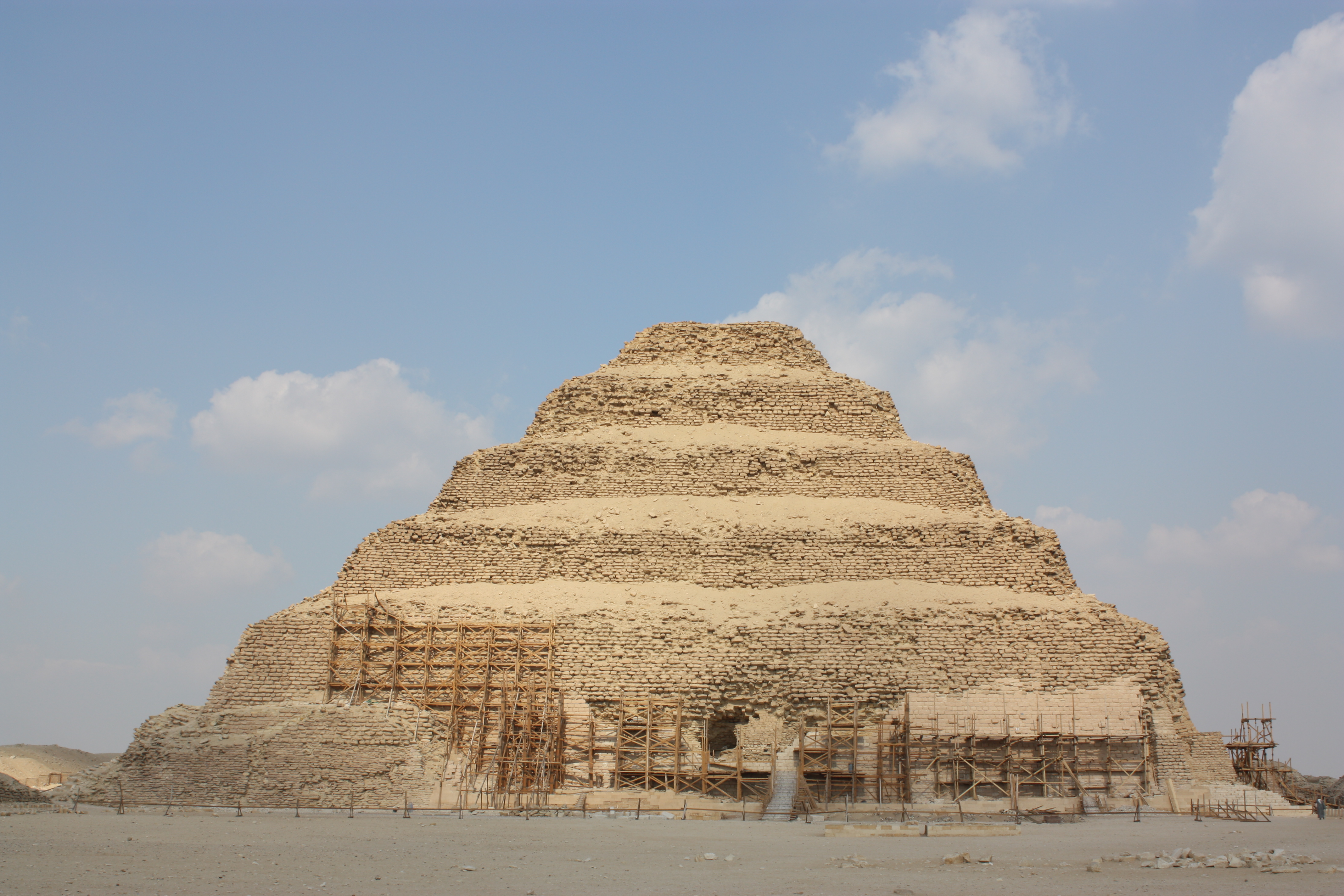
Pirámide escalonada de Saqqara (c. 2650 a. C.)

Las primeras pirámides egipcias eran escalonadas. Durante la Tercera Dinastía de Egipto, el arquitecto Imhotep diseñó la primera pirámide escalonada de Egipto, que sería la tumba del faraón Zoser en Saqqara. Esta edificación, la pirámide escalonada de Zoser, se componía de seis grandes mastabas (una forma anterior de tumba) cada una encima de la anterior y de tamaño decreciente. Los faraones posteriores, como Sejemjet y Jaba, construyeron estructuras similares, conocidas como pirámide de Sejemjet y pirámide estratificada de Jaba, respectivamente.
En la Cuarta Dinastía, los egipcios empezaron a construir pirámides con lados planos. La primera de estas pirámides, situada en Meidum, empezó siendo una pirámide escalonada construida para Sneferu. Sneferu construyó posteriormente otras pirámides, la Pirámide Acodada y la Pirámide Roja de Dahshur, que fueron las primeras pirámides verdaderas construidas como tal desde el comienzo de las obras. Con esta innovación, se acabó la época de las grandes pirámides escalonadas en Egipto.

## África
Uno de los edificios más destacados de Igboland fueron las Pirámides de Nsude, en la ciudad nigeriana de Nsude, en el norte de Igboland. Se construyeron diez pirámides de arcilla y barro en esta localidad. La primera sección de la base era de 20 m de circunferencia y un metro de altura. La siguiente sección tenía 15 m de circunferencia. Continuaban las secciones circulares hasta que se alcance la cima. Estas estructuras eran templos del dios Ala/Uto, quien se creía que residía en la cima. En esta cima se colocó una estaca para representar la residencia del dios. Estas pirámides se dispusieron en grupos de cinco paralelos entre sí. Debido a que estaban construidas de arcilla y barro como la Deffufa de Nubia, el tiempo ha pasado factura y ha exigido reconstrucciones periódicas.

## Europa

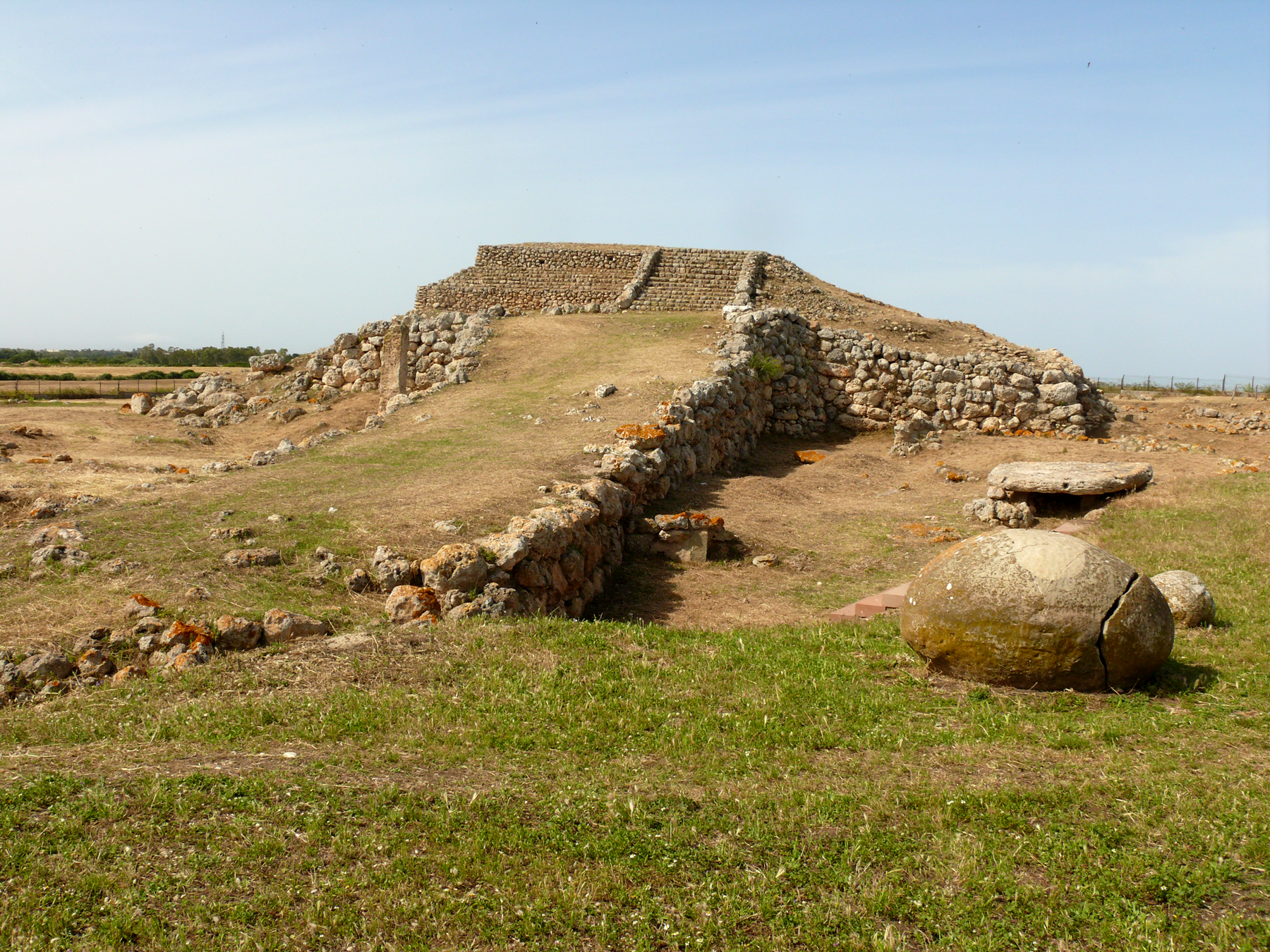
Monte D' Accoddi, Cerdeña.

Hay una pirámide escalonada en el sitio arqueológico de Monte d'Accoddi, en Cerdeña (Italia), que data del cuarto milenio a. C.: "una plataforma trapezoidal sobre un montículo artificial, al que se llegaba por una calzada inclinada. Antiguamente había una estructura rectangular sobre la plataforma... la plataforma data de la Edad del Cobre (c. 2700–2000 a. C.), con algunos cambios posteriores en la Edad del Bronce (c. 2000–1600 a. C.). Cerca del montículo hay varios menhires, y pudo haber servido como altar una gran losa de caliza, actualmente a los pies del montículo."

## Mesoamérica

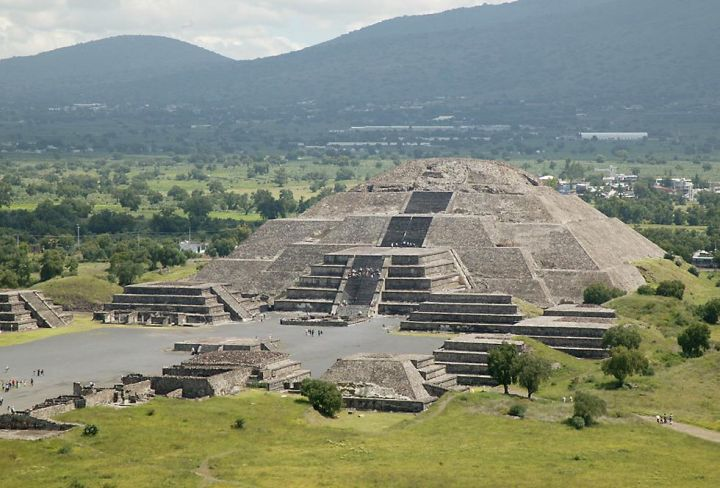
La Pirámide de la Luna, Teotihuacán, México.

Las civilizaciones más prolíficas en la construcción de pirámides escalonadas fueron las precolombinas. Se pueden encontrar restos de pirámides escalonadas por todas las ciudades mayas del Yucatán, así como en la arquitectura azteca y tolteca. En muchos de estos casos, se construyeron capas sucesivas de pirámides sobre las estructuras preexistentes, con lo cual las pirámides se ampliaban de manera cíclica. Este es el caso de la Gran Pirámide de Cholula y la Gran Pirámide de Tenochtitlan.

## Sudamérica
También se construyeron pirámides escalonadas en la arquitectura sudamericana, como la de las culturas moche, chavín y la Aguada.

## Norteamérica

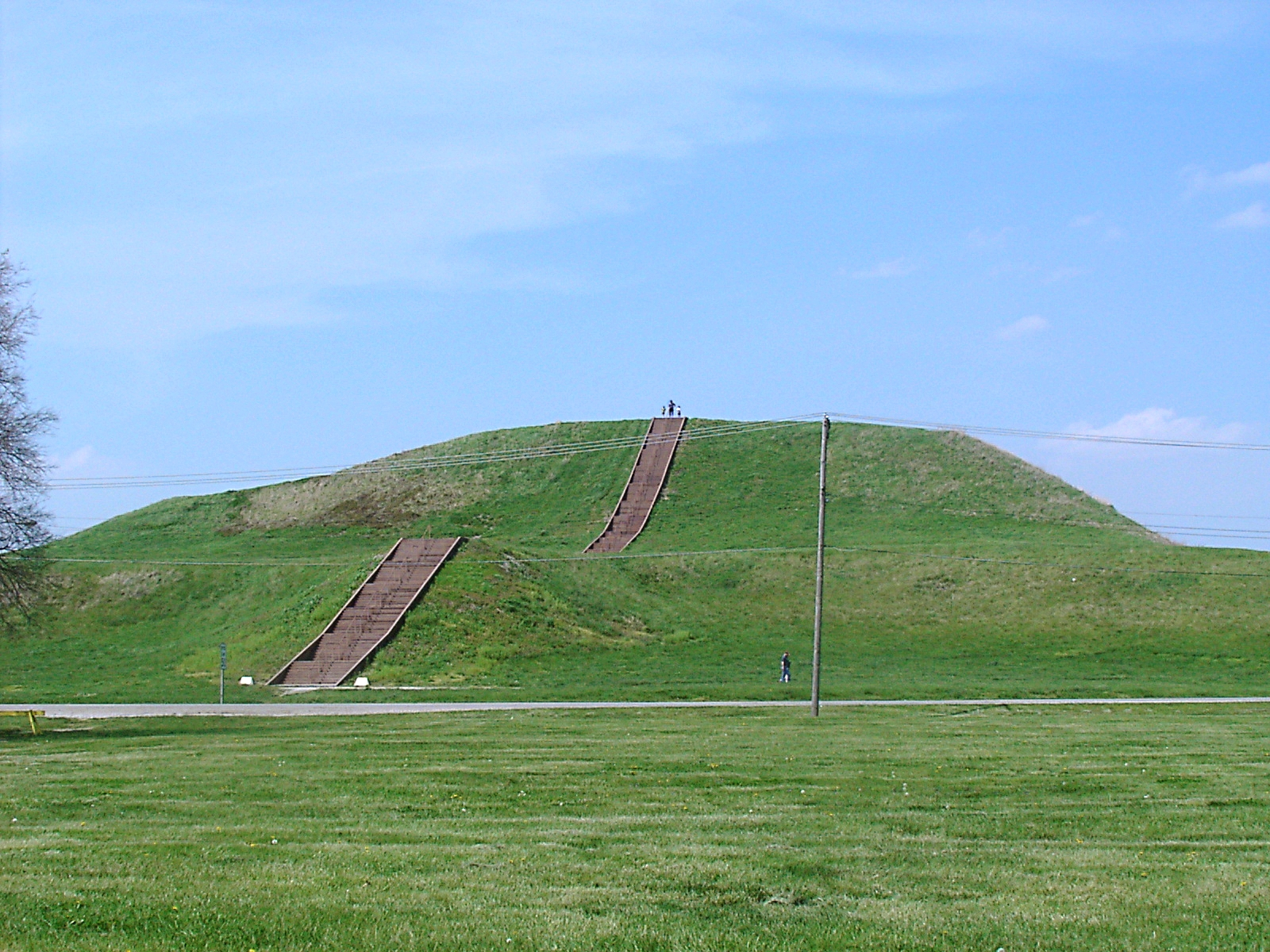
El Monk's Mound en verano. La escalera de hormigón sigue aproximadamente el recorrido de las antiguas escaleras de madera.

Hay varias pirámides escalonadas de tierra en Norteamérica. Asociadas a menudo con montículos y otros complejos necrológicos de los Bosques Orientales (concentradas en el sudeste de Norteamérica), la cultura misisipiana construyó pirámides escalonadas como centros de ceremonias (900-1500 d. C.), y se consideran un aspecto del Southeastern Ceremonial Complex.
La pirámide escalonada de tierra de este tipo más grande de Norteamérica es el Monk's Mound, situada en la actual Cahokia, Illinois. La base de la estructura se extiende sobre seis hectáreas y es una de las mayores pirámides del mundo por superficie (tras La Danta y la Gran Pirámide de Cholula).

## Indonesia

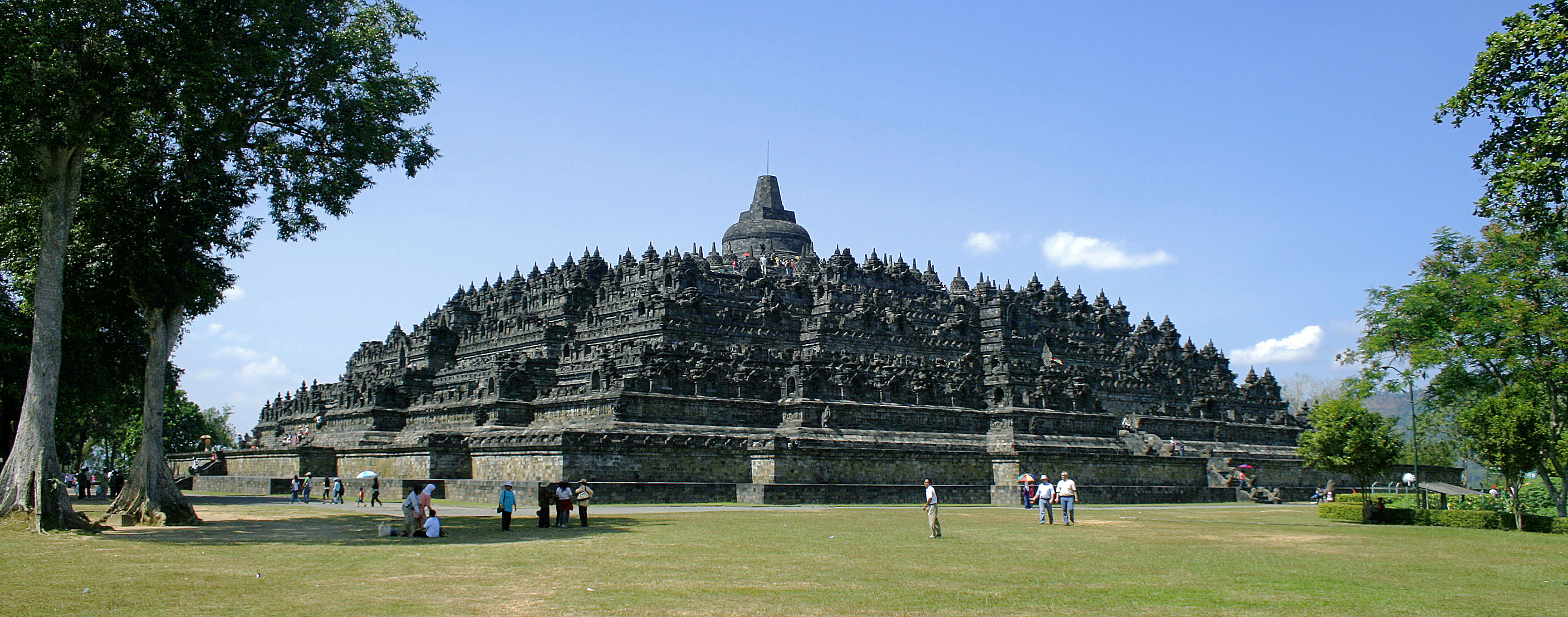
Borobudur, Java Central.

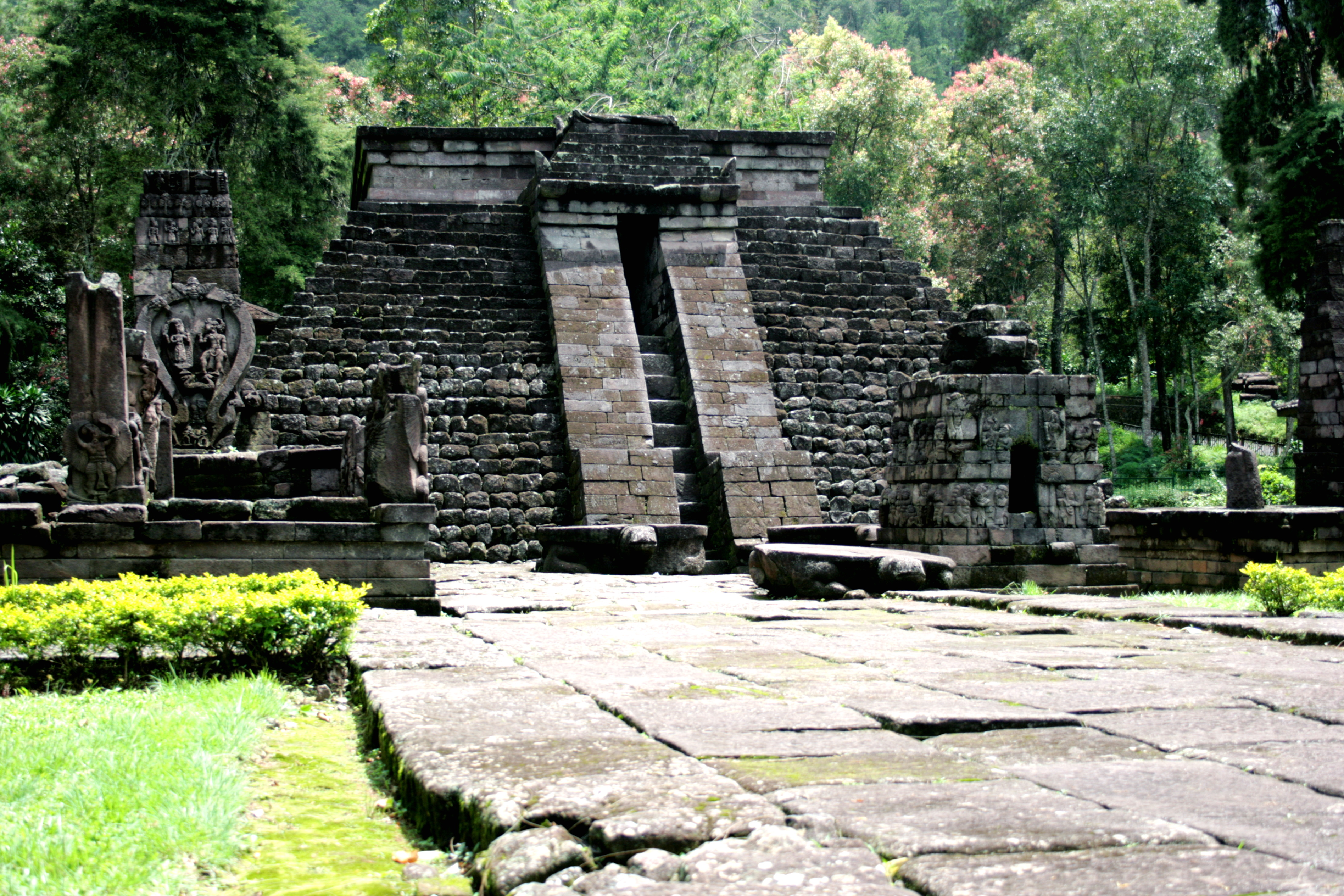
La pirámide principal del templo de Sukuh.

Al igual que menhires, tablas y estatuas de piedra, la cultura megalítica austronesia de Indonesia también construyó pirámides escalonadas de tierra y piedra, conocidas como Punden Berundak. Se han encontrado estas estructuras en Pangguyangan, Cisolok y Gunung Padang, Java Occidental, el último de los cuales es el mayor sitio megalítico del Sudeste Asiático. la construcción de pirámides de piedra se basó en la creencia nativa de que las montañas y otros lugares altos son la morada del espíritu de los ancestros, o hyangs.
La pirámide escalonada es el diseño básico del monumento budista Borobudur del siglo VIII o IX, situado en Java Central. Sin embargo, los templos construidos posteriormente en Java estuvieron influidos por la arquitectura hindú, según muestran los altos chapiteles del templo de Prambanan. En el siglo XV, durante finales del período Majapahit, Java presenció el resurgir de elementos indígenas austronesios como muestra el templo de Sukuh, que de algún modo recuerda a una pirámide mesoamericana.